# 弘山勉
弘山 勉（ひろやま つとむ、1966年10月12日 - ）は栃木県真岡市出身の元陸上競技選手、現指導者。専門は中距離走・長距離走・マラソン。栃木県立真岡高等学校、筑波大学卒業。現役時代は資生堂に所属した。2015年4月〜2024年3月迄、母校の筑波大学陸上競技部男子駅伝監督.を務めた。
妻は同じく資生堂ランニングクラブに所属し、オリンピックでは3大会連続で出場した弘山晴美。

## 経歴

### 現役時代
真岡市立山前中学校在学時は、野球部に所属しポジションは投手であった。しかし、中学のマラソン大会で上位に入ったのをきっかけに、高校から陸上競技へ転向する。高校時代は主に中距離ランナーとして活躍。3年時には全国高校駅伝の2区（3Km）に出場した（区間7位）。 
筑波大学在学中は箱根駅伝に4年連続出場。特に2年時の第63回大会では9区区間2位の快走でチームのシード権獲得に貢献。3年・4年時は2区を担当し、4年時は長距離部門の主将を務めた。
1989年に資生堂に入社。マラソンのトレーニングを独学でおこない、1990年2月の別府大分毎日マラソンで3位、同年12月の福岡国際マラソンでは2位に入賞する。中山竹通・谷口浩美らの次の世代のエース候補として将来を嘱望されたが、独学の限界ならびに故障等もあって実力を発揮出来ず、その後脚光を浴びることは無かった。

### 資生堂RC・指導者時代
現役引退後は資生堂RCのコーチに就任、2007年から監督を務めた。1993年2月には当時同じく資生堂の所属選手だった鈴木晴美と結婚し、「弘山晴美選手のコーチでもある夫の勉さん」としても有名となる。指導者になってからも、独学で築いた彼のマラソン理論はさらに探求され、その手腕は妻・晴美の長きに渡る活躍で実証されていた。
2009年3月に晴美が引退を表明した際は、夫婦二人揃って記者会見に臨んだ。その約1年後の2010年3月に長女が誕生。
2012年の全日本実業団女子駅伝などでの成績が振るわず、2013年3月をもって晴美と共に資生堂を退社。2014年10月より、EVOLUアスリートクラブ代表及びアスリートLabスタッフとして、アスリートおよび市民ランナーへのランニング指導活動を開始。

### 母校筑波大学・指導者時代
2015年4月からは、母校・筑波大学の陸上部男子駅伝監督に就任。国立大学というハンデを負いながらも育成を進め、2019年10月の第96回箱根駅伝予選会で6位に入り、母校を26年ぶりの箱根駅伝出場に導く。2020年1月の本大会では総合20位。
第97回箱根駅伝予選会では10位の専修大学にわずか18秒届かず、11位で連続出場を逃した。本大会では関東学生連合チームの監督を務めた。

### スターツ・指導者時代
2024年3月31日限りで、筑波大学陸上部監督を退任し、翌4月1日付より、実業団のスターツ・陸上競技部の監督に就任。

## 自己記録
- 5000m：14分11秒1
- 10000m：29分03秒4
- ハーフマラソン：1時間04分30秒
- マラソン：2時間11分37秒

## マラソン成績
|    | 大会                                       | 記録          | 順位  | 備考                   |
| -- | ------------------------------------------ | ------------- | ----- | ---------------------- |
| 1  | 1989年びわ湖毎日マラソン                   | 2時間33分33秒 | 42位  |                        |
| 2  | 1990年別府大分毎日マラソン                 | 2時間12分48秒 | 3位   |                        |
| 3  | 1990年ゴールドコーストマラソン             | 2時間21分13秒 | 7位   |                        |
| 4  | 1990年福岡国際マラソン                     | 2時間11分37秒 | 2位   | 日本人最上位・自己記録 |
| 5  | 1991年ワールドカップマラソン・ロンドン大会 | 2時間23分19秒 | 140位 |                        |
| 6  | 1992年東京国際マラソン                     | 2時間26分21秒 | 39位  |                        |
| 7  | 1994年福岡国際マラソン                     | 2時間16分01秒 | 21位  |                        |
| 8  | 1995年北海道マラソン                       | 2時間28分38秒 | 22位  |                        |
| 9  | 1996年東京国際マラソン                     | 2時間16分16秒 | 20位  |                        |
| 10 | 1996年福岡国際マラソン                     | 2時間16分14秒 | 14位  |                        |
| 11 | 1997年東京国際マラソン                     | 2時間24分17秒 | 25位  |                        |
| 12 | 1997年福岡国際マラソン                     | 2時間18分19秒 | 26位  |                        |
| 13 | 1999年びわ湖毎日マラソン                   | 2時間19分42秒 | 31位  |                        |

## 著書
- 『スピードトレーニングでタイムが伸びる　弘山晴美のマラソン術 (Gakken sports books)』（学習研究社、2005/03/01発行、ISBN 978-4054025196）
- 『最高の走り方 ～超効率的「ベストな１歩」が記録を伸ばす！～』』（小学館、2019/11/21発行、ISBN 978-4093108980）[13]